# Guillem I de Castellvell
Guillem I de Castellvell. Primer senyor de Castellví de Rosanes, Voltrera, Mata, Llavaneres i la Guàrdia de Montserrat. (1011-1041).
Fill del cavaller Unifred Amat i de la dama Riquilda, probablement filla del Galí de Sant Martí.
Es va casar amb Adelaida amb qui va tenir el seu hereu, Ramon Bonfill.